# Küdema laht
Küdema laht (äldre tyska och svenska Mustelviken) är en vik på Ösel s nordkust i Estland. Den ligger i landskapet Saaremaa (Ösel), i den västra delen av landet, 180 km sydväst om huvudstaden Tallinn. 
Vid dess inre strand ligger byarna Mustjala och Küdema och där mynnar ån Tirtsi jõgi. Den avgränsas i väster av udden Ninase poolsaar och i öster av Panga poolsaar. Ön Laidu är belägen i viken.